# Coimbatore International Airport
Coimbatore International Airport (tamil: கோயம்புத்தூர் பன்னாட்டு வானுர்தி நிலையம்) är en flygplats i Indien.   Den ligger i distriktet Coimbatore och delstaten Tamil Nadu, i den södra delen av landet, 2 000 km söder om huvudstaden New Delhi. Coimbatore International Airport ligger 403 meter över havet.
Terrängen runt Coimbatore International Airport är platt, och sluttar österut. Runt Coimbatore International Airport är det mycket tätbefolkat, med 1 056 invånare per kvadratkilometer. Närmaste större samhälle är Coimbatore, 8,8 km väster om Coimbatore International Airport. Trakten runt Coimbatore International Airport består till största delen av jordbruksmark.